# Liste der Namen der Kriegsschiffe im HRR
| Diese Seite dient dazu, alle Namen der Kriegsschiffe des HRR in alphabetischer Reihenfolge aufzulisten. Sie ist noch nicht vollständig. Sachstand der Bearbeitung s. hier. |

| Für die Auflistung der Kriegsschiffnamen gelten folgende Regeln: 1. Es werden die Namen aller Schiffe der Seestreitkräfte des HRR und seiner Teilstaaten einschließlich der deutschen Hansestädte aufgelistet. 2. Die Namen werden in alphabetischer Reihenfolge ohne Berücksichtigung von Präfixen (z. B. SMS) gelistet. Sollte die Liste zu lang werden, wird sie aufgeteilt. 3. Für jeden Namen gibt es eine Überschrift (fett), darunter die einzelnen Namensträger. 4. Soweit sinnvoll, werden Namen mit mehreren Bestandteilen doppelt gelistet (z. B. Churprinz von Brandenburg unter C und B). 6. Es werden angeführt: Name, Zeitraum der Namensführung, Typ, Marine. Weitere Angaben sprengen die Liste und sollen hier unterbleiben. 7. Es wird nur einmal pro Schiffseintrag verlinkt, und zwar der Schiffsname auf einen Artikel in der Reihenfolge dieser Prioritäten: - Namensartikel des Schiffes - Liste der Schiffe der jeweiligen Marine (als Pipelink zur jeweiligen Marine) - Artikel zur jeweiligen Marine - Artikel zum Schiffstyp nur in Ausnahmen |

## A
Adler von Lübeck
- Adler von Lübeck; 1567–1581; Führungsschiff, Dreidecker; Hansestadt Lübeck

Admiralität von Hamburg
- Admiralität von Hamburg; 1691–1738; Konvoischiff; Hansestadt Hamburg

## B
Berlin
→ Liste von Kriegsschiffen mit Namen Berlin
- Berlin; 1675–1688 (auch Stadt Berlin); Fregatte; Kurbrandenburgische Marine

Bracke
- Bracke; 17. Jahrhundert; Jacht; Kurbrandenburgische Marine

Brandenburg
- Churprinz von Brandenburg; 17. Jh.; Segelschiff (12 Kanonen); Kurbrandenburgische Marine
- Brandenburgischer Dragoner; 17. Jh.; Fregatte (20 Kanonen); Kurbrandenburgische Marine
- Markgraf von Brandenburg; 17. Jahrhundert; Fregatte (50 Kanonen); Kurbrandenburgische Marine
- Wappen von Brandenburg; 17. Jahrhundert; Fregatte; Kurbrandenburgische Marine

Bremen
- Wappen von Bremen; 1669–1683; Konvoischiff; Hansestadt Bremen
- Roland von Bremen; 1704–?; Konvoischiff; Hansestadt Bremen

Bremer Schlüssel
- Bremer Schlüssel; Um 1690–1733; Fregatte; Herzogtum Bremen, Kurfürstentum Braunschweig-Lüneburg

Bunte Kuh
- Bunte Kuh; um 1400; Führungsschiff, Schnigge; Hansestadt Hamburg

## C
Churprinz
- Chur Prinz; 17. Jh.; Fregatte; Einzelschiff; Kurbrandenburgische Marine
- Churprinz von Brandenburg; 17. Jahrhundert; Segelschiff (12 Kanonen); Einzelschiff; Kurbrandenburgische Marine

Cleve
- Cleve; 17. Jh.; Galiot (4 Kanonen); Kurbrandenburgische Marine
- Clevischer Lindenbaum; 1656–1661; Fregatte (10 Kanonen); Kurbrandenburgische Marine

## D
Danzig
- Peter von Danzig; 1462–1478; Kraweel (17 Geschütze); Hansestadt Danzig

David
- David, um 1560–1570; Lübecker Kriegsschiff im Nordischen Siebenjährigen Krieg, 8–14 Geschütze[1]

Derfflinger
- Derfflinger; 17. Jh.; Fleute; Kurbrandenburgische Marine

Dorothea
- Dorothea; 1679–1690; Fregatte; Kurbrandenburgische Marine

## E
Einhorn
- Einhorn; 17. Jh.; Segelschiff (12 Kanonen); Kurbrandenburgische Marine

Engel
- Engel, bis 1565; Lübecker Flaggschiff im Nordischen Siebenjährigen Krieg[1]

## F
Falke
- Falke; 17. Jahrhundert; Schnau (4 Kanonen); Kurbrandenburgische Marine

Fortuna
- Fortuna, um 1560–1570; Lübecker Kriegsschiff im Nordischen Siebenjährigen Krieg, 8–12 Geschütze[1]

Friede
- Der Friede; 17. Jahrhundert; Fleute (10 Kanonen); Kurbrandenburgische Marine

Friedrich Wilhelm zu Pferde
- Friedrich Wilhelm zu Pferde; 1684–1693; Zweidecker, Flaggschiff; Kurbrandenburgische Marine

Fuchs
- Das Füchslein, um 1564; Lübecker Kriegsschiff im Nordischen Siebenjährigen Krieg[1]
- Fuchs; 17. Jahrhundert; unbekannter Typ (20 Kanonen); Kurbrandenburgische Marine

## G
Gabriel
- Gabriel, um 1560–1570; Lübecker Kriegsschiff im Nordischen Siebenjährigen Krieg, 6–19 Geschütze[1]

Goldener Löwe
- Goldener Löwe; 1681–1695; Fregatte; Kurbrandenburgische Marine
- Goldener Löwe; 1689–?; Konvoischiff; Hansestadt Bremen

Große Jacht
- Große Jacht; 1679–1721; Staatsjacht; Kurbrandenburgische Marine, Preußische Marine

## H
Hamburg
- Admiralität von Hamburg; 1691–1738; Konvoischiff; Hansestadt Hamburg
- Wapen von Hamburg; 1669–1683; Konvoischiff; Hansestadt Hamburg
- Wapen von Hamburg; 1686–1718; Konvoischiff; Hansestadt Hamburg
- Wapen von Hamburg; 1722–1734; Konvoischiff; Hansestadt Hamburg
- Wapen von Hamburg; 1745–1777; Konvoischiff; Hansestadt Hamburg

## J
Jean Baptista
- Jean Baptista; 17. Jahrhundert; unbekannter Typ (4 Kanonen); Kurbrandenburgische Marine

Jesus von Lübeck
- Jesus von Lübeck; bis 1540; Karacke; Hansestadt Lübeck

## K
König von Spanien
- König von Spanien; 17. Jahrhundert; Fregatte (18 Kanonen); Kurbrandenburgische Marine

## L
Litauer Bauer
- Litauer Bauer; 17. Jahrhundert; Schnau (8–14 Kanonen); Kurbrandenburgische Marine

Leopoldus Primus
- Leopoldus Primus; 1686–1705; Konvoischiff, Hansestadt Hamburg

Lübischer Trotz
- Lybischer Trotz, um 1564; Lübecker Kriegsschiff im Nordischen Siebenjährigen Krieg[1]

## M
Marie
- Marie; 17. Jahrhundert; unbekannter Typ (4 Kanonen); Kurbrandenburgische Marine

Markgraf von Brandenburg
- Markgraf von Brandenburg; 17. Jahrhundert; Fregatte (50 Kanonen); Kurbrandenburgische Marine

Morian
(auch Moriaen)
- Morian, bis 1566; Lübecker Flaggschiff im Nordischen Siebenjährigen Krieg[1]
- Moriaen; 17. Jahrhundert; Fregatte (32 Kanonen); Kurbrandenburgische Marine

## P
Peter und Paul
- Peter und Paul, um 1560–1570; Lübecker Kriegsschiff im Nordischen Siebenjährigen Krieg, 7–12 Geschütze[1]

Peter von Danzig
- Peter von Danzig; 1462–1478; Kraweel (17 Geschütze); Hansestadt Danzig

Philipp
- Philipp; 17. Jahrhundert; unbekannter Typ (6 Kanonen); Kurbrandenburgische Marine

Potsdam
- Potsdam; 17. Jahrhundert; Galiot (4 Kanonen); Kurbrandenburgische Marine

Princesse Maria
- Princesse Maria; 17. Jahrhundert; unbekannter Typ (12 Kanonen); Kurbrandenburgische Marine

Printz Ludwig
- Printz Ludwig; 17. Jahrhundert; unbekannter Typ (10 Kanonen); Kurbrandenburgische Marine

## R
Roland von Bremen
- Roland von Bremen; 1704–?; Konvoischiff; Hansestadt Bremen

Roter Hirsch
- Roter Hirsch, um 1560–1570; Lübecker Kriegsschiff im Nordischen Siebenjährigen Krieg, 7–12 Geschütze[1]

Rother Löwe
- Roter Löwe; 1601–1608; Fregatte (18 Kanonen); Herzogtum Preußen
- Rother Löwe; 1679–1690; Fregatte (22 Kanonen); Kurbrandenburgische Marine

Rummelpot
- Rummelpot; 17. Jahrhundert; Schnau (8 Kanonen); Kurbrandenburgische Marine

## S
Salamander
- Salamander; 17. Jahrhundert; Brander (6 Kanonen); Kurbrandenburgische Marine

San Carlos
- San Carlos, 18. Jahrhundert, Linienschiff (72 Kanonen); Österreichische Marine

Spandau
- Spandau; 17. Jahrhundert; unbekannter Typ (4 Kanonen); Kurbrandenburgische Marine

Stern
- Stern; 17. Jahrhundert; unbekannter Typ (6 Kanonen); Kurbrandenburgische Marine

St. Peter
- St. Peter; 17. Jahrhundert; Brander (6 Kanonen); Kurbrandenburgische Marine

Syrig
- Syrig, um 1564; Lübecker Kriegsschiff im Nordischen Siebenjährigen Krieg[1]

## T
Theresia
- Theresia; etwa 1788 – ?; Donaufregatte (38 Kanonen); Österreichische Marine

## W
Wapen von Hamburg
- Wapen von Hamburg; 1669–1683; Konvoischiff; Hansestadt Hamburg
- Wapen von Hamburg; 1686–1718; Konvoischiff; Hansestadt Hamburg
- Wapen von Hamburg; 1722–1734; Konvoischiff; Hansestadt Hamburg
- Wapen von Hamburg; 1745–1777; Konvoischiff; Hansestadt Hamburg

Wappen von Brandenburg
- Wappen von Brandenburg; 17. Jahrhundert; Fregatte; Kurbrandenburgische Marine

Wappen von Bremen
- Wappen von Bremen; 1669–1683; Konvoischiff; Hansestadt Bremen

Wasserhund
- Wasserhund; 17. Jahrhundert; unbekannter Typ; Kurbrandenburgische Marine

Weißes Ross
- Weißes Ross; um 1733–1757; Fregatte; Herzogtum Bremen, Kurfürstentum Braunschweig-Lüneburg